# Temporada 2005-2006 de la UE Figueres
La temporada 2005-2006 de la UE Figueres a Segona Divisió B va estar condicionada per la rebaixa del pressupost de l'entitat a gairebé la meitat, fet que va comportar la sortida de molts jugadors que acabaven contracte a finals de juny. La situació econòmica era tan greu que ja es posava damunt de la taula l'opció de renunciar a la categoria de Segona Divisió B i jugar a Tercera Divisió, fusionant la Unió Esportiva Figueres amb el seu filial, la Fundació Esportiva Figueres, si no s'aconseguia una empresa inversora que assumís el cost de la categoria, com durant tants anys va fer el Grup Miquel Alimentació. En aquella temporada d'impàs, a l'espera d'una empresa o grup inversor, el club va resistir una campanya més a Segona Divisió B, amb una digna primera volta, salvant matemàticament la categoria a la jornada 36. Finalment, el Figueres acabà classificat en catorzena posició, amb 11 victòries, 10 empats i 17 derrotes, amb 36 gols a favor i 48 en contra.

## Fets destacats
2005
- 11 de juny: el Figueres cau eliminat de la Copa Catalunya en 3a ronda al camp de la UE Castelldefels a la tanda de penals.[5]
- 24 de juliol: primer partit amistós de la pretemporada al camp del FC Vilamalla, amb victòria per 0-11.[6]
- 31 de juliol: partit amistós de presentació del Figueres a Vilatenim contra el RCD Espanyol de Miguel Ángel Lotina, amb victòria per 1-0.[7][8]
- 28 d'agost: primera jornada de lliga, a Vilatenim, contra el Llevant UE B, amb victòria per 2-0.[9]

2006
- 28 de maig: últim partit de lliga a Vilatenim contra l'UDA Gramenet, amb derrota per 0-1.[10]

## Plantilla
| Núm. | Pos. |                     | Jugador                                       | Procedència             | Temporada |
| ---- | ---- | ------------------- | --------------------------------------------- | ----------------------- | --------- |
|      | POR  | Argentina           | Flavio Juan Frangella (Frangella)             | CD Don Benito           | 2005-2006 |
|      | POR  | Catalunya           | Alberto Gallego Rodrigo (Gallego)             | FC Barcelona B          | 2005-2006 |
|      | DEF  | Catalunya           | Óscar Ramírez Martín (Ó. Ramírez)             | FC Palafrugell          | 2004-2005 |
|      | DEF  | Catalunya           | Josep Arau Valerí (Arau)                      | FE Figueres             | 2005-2006 |
|      | DEF  | Catalunya           | Alan Baró Calabuig (Alan)                     | FE Figueres             | 2005-2006 |
|      | DEF  | Catalunya           | Francesc Ribalta Torres (Ribalta)             | CF Gavà                 | 2005-2006 |
|      | DEF  | Navarra             | Álvaro Martínez Aginaga (Álvaro)              | CF Vilanova i la Geltrú | 2005-2006 |
|      | DEF  | Extremadura         | Diego José Rangel Monge (Rangel)              | Pájara-Playas           | 2005-2006 |
|      | DEF  | Castella - la Manxa | José Carlos Soria Gil (Soria)                 | SD Huesca               | 2005-2006 |
|      | DEF  | Brasil              | André Luiz Regatieri de Oliveira (André Luiz) | Brasiliense FC          | 2005-2006 |
|      | MIG  | Catalunya           | Enrique Beltrán Rodríguez (Quique)            | CF Ciudad de Murcia     | 2002-2003 |
|      | MIG  | Catalunya           | Ignacio del Moral Juez (Nacho)                | CE Manresa              | 2003-2004 |
|      | MIG  | Catalunya           | Sergio García Capitán (Sergio)                | AD Mar Menor            | 2005-2006 |
|      | MIG  | Catalunya           | Raúl Torres Abad (Torres)                     | Terrassa FC             | 2005-2006 |
|      | MIG  | Catalunya           | Jaume Duran Nierga (Duran)                    | FE Figueres             | 2005-2006 |
|      | MIG  | Aragó               | Justino González Mateo (Tino)                 | CD Mirandés             | 2005-2006 |
|      | MIG  | País Valencià       | Sergio Alcolea Martínez (Alcolea)             | Alacant CF              | 2005-2006 |
|      | MIG  | Galícia             | José Miguel Figueira Domínguez (Miguel)       | Girona FC               | 2005-2006 |
|      | MIG  | Illes Canàries      | Iray Barreto Pérez (Iray)                     | Castillo CF             | 2005-2006 |
|      | DAV  | Catalunya           | José Ramírez Martín (J. Ramírez)              | FC Palafrugell          | 2004-2005 |
|      | DAV  | Catalunya           | Miguel Ángel Bernal Domínguez (Mito)          | FC Palafrugell          | 2005-2006 |
|      | DAV  | Catalunya           | Francisco Navas Raya (Siscu)                  | UE Lleida               | 2005-2006 |
|      | DAV  | Catalunya           | Óscar Javier González Pérez (Palote)          | CA Bellavista Milán     | 2005-2006 |
|      | DAV  | Aragó               | Manuel González Mateo (Manolo)                | CE L'Hospitalet         | 2005-2006 |
|      | DAV  | Andalusia           | Roberto Camacho Naise (Camacho)               | Cartagena FC            | 2005-2006 |

Llegenda:  ·   Capità  ·   Juvenil  ·   Lesionat  ·   Altes  ·   Passaport europeu  ·   Extracomunitari  ·   Extracomunitari sense restricció
Altres jugadors utilitzats a la temporada: Abdeslam Salam El Harche Sakkali (FE Figueres), Carlos Santiago Flotats (FE Figueres), Pau Gusó Castro (FE Figueres), Jordi Roca Martí (FE Figueres), Iván Ivi Cantos Villalba (FE Figueres), Toni Montero de Francisco (FE Figueres), Isaac Vilanova Grandia (FE Figueres), Lluís Arimany Clavaguera (FE Figueres), Gabriel Santiago Fernández Babi (FE Figueres)
| Baixes                         | Destinació     |
| José Miguel Bermúdez Ríos      | CD Logroñés    |
| Sergio Iglesias García         | CE Sabadell FC |
| Jesús Salvador Ruano Cabrera   | UD Vecindario  |
| Gorka Pintado del Molino       | UDA Gramenet   |
| Rafael Besalduch Besalduch     | SD Huesca      |
| Daniel Guerrero Gálvez         | SD Huesca      |
| Albert Coca Azor               | Terrassa FC    |
| Enric Socías Julbe             | Terrassa FC    |
| Miguel Ángel González González | Terrassa FC    |
| Santiago Asensio Pérez         | Terrassa FC    |
| Jaume Delgado Catevilla        | Terrassa FC    |
| Jordi Freixa Hernández         | Girona FC      |
| Albert Serra Figueras          | Girona FC      |
| Felipe Sanchón Huerta          | Girona FC      |
| Daniel Planagumà Darné         | Girona FC      |
| José Antonio Gómez Casado      | Real Burgos    |
| Juan José Jito Silvestre Cantó | UE Sant Andreu |
| Carmelo Alejo Lacarta          | Palamós CF     |

## Resultats
| Amistosos |

| 24 juliol 2005 | FC Vilamalla | 0 – 11        | UE Figueres                                                                                               | Vilamalla                  |  |
|                |              | El 9 Esportiu | 12' 48' 56' 61' 86' Roca · 36' (p.p.) Teixidor · 44' Rangel · 51' 54' Baby · 79' Ó. Ramírez · 88' Alcolea | Camp de futbol municipal · |  |

| 31 juliol 2005                           | UE Figueres | 1 – 0                         | RCD Espanyol | Figueres                                                             |  |
| 20:00 Amistós de presentació a Vilatenim | Iray 42'    | Mundo Deportivo El 9 Esportiu |              | Municipal de Vilatenim · 2.000 espectadors · Martín Fuentes Martín · |  |

| 6 agost 2005 | UE Vilassar de Mar | 1 – 1         | UE Figueres    | Vilassar de Mar                               |  |
|              | Ricky 45'          | El 9 Esportiu | 83' J. Ramírez | Estadi Municipal Xevi Ramon · Gisola Llopis · |  |

| 13 agost 2005 | AD Guíxols | 1 – 2         | UE Figueres           | Sant Feliu de Guíxols                                 |  |
|               | Solà 26'   | El 9 Esportiu | 82' Manolo · 86' Mito | Camp de futbol municipal · Enric Ponsatí Claveguera · |  |

| 14 agost 2005             | Palamós CF   | 1 – 2         | UE Figueres             | Palamós                                                |  |
| XXVI Torneig Gaspar Matas | Casagran 41' | El 9 Esportiu | 20' Manolo · 46' Miguel | Nou Estadi de Palamós · Francisco Cardoso Montesinos · |  |

| 22 agost 2005 | AE Prat | 0 – 1         | UE Figueres    | El Prat de Llobregat                                           |  |
|               |         | El 9 Esportiu | 57' J. Ramírez | Complex Esportiu Municipal Sagnier · Jordi Salvador Martínez · |  |

| Copa Catalunya |

| 5 juny 2005 | CF Ripoll | 0 – 4         | UE Figueres                                        | Ripoll                                                                         |  |
| 1a ronda    |           | El 9 Esportiu | 18' Babi · 45' Planagumà · 49' Sanchón · 51' Gómez | Camp de futbol municipal · 1.000 espectadors · José Antonio Valenzuela Uceda · |  |

| 9 juny 2005                              | CD Blanes                                | 0 – 0 (pp.)     | UE Figueres                             | Blanes                                                              |                                         |
| 2a ronda                                 |                                          | El 9 Esportiu   |                                         | Camp de futbol municipal · 400 espectadors · Juan Artacho Cebrián · |                                         |
|                                          |                                          | Tanda de penals |                                         |                                                                     |                                         |
| Monti · Enric · Patri · Tarruella · Toni | Monti · Enric · Patri · Tarruella · Toni | 3 – 4           | Babi · Ruano · Pujol · Guerrero · Migue | Babi · Ruano · Pujol · Guerrero · Migue                             | Babi · Ruano · Pujol · Guerrero · Migue |

| 11 juny 2005                                        | UE Castelldefels                                    | 2 – 2 (pp.)     | UE Figueres                                           | Castelldefels                                                   |                                                       |
| 3a ronda                                            | Quique 27' · Garzón 42'                             | El 9 Esportiu   | 37' Planagumà · 39' Sanchón                           | Municipal Els Canyars · 500 espectadors · Alfonso Oliva Bueno · |                                                       |
|                                                     |                                                     | Tanda de penals |                                                       |                                                                 |                                                       |
| Garzón · Aldrich · Guerrero · Dorca · Quique · Toni | Garzón · Aldrich · Guerrero · Dorca · Quique · Toni | 5 – 4           | Iglesias · Nacho · Gómez · Sanchón · Migue · Guerrero | Iglesias · Nacho · Gómez · Sanchón · Migue · Guerrero           | Iglesias · Nacho · Gómez · Sanchón · Migue · Guerrero |

| Segona Divisió B-Grup 3 |

| 28 agost 2005 | UE Figueres        | 2 – 0           | Llevant UE B | Figueres                                        |  |
| Jornada 1     | J. Ramírez 28' 66' | Mundo Deportivo |              | Municipal de Vilatenim · Santiago Jaime Latre · |  |

| 3 setembre 2005 | CA Osasuna B | 0 – 0           | UE Figueres | Pamplona                                                          |  |
| Jornada 2       |              | Mundo Deportivo |             | Instalaciones Deportivas de Tajonar · Luis Miguel Vallejo Aznar · |  |

| 11 setembre 2005 | UE Figueres        | 2 – 0           | CD Azkoyen | Figueres                                                    |  |
| Jornada 3        | J. Ramírez 63' 67' | Mundo Deportivo |            | Municipal de Vilatenim · Francisco Javier Barberá Fuentes · |  |

| 18 setembre 2005 | CD Alfaro | 1 – 0           | UE Figueres | Alfaro               |  |
| Jornada 4        | Javi 23'  | Mundo Deportivo |             | Estadi La Molineta · |  |

| 25 setembre 2005 | UE Figueres                         | 2 – 1           | CF Badalona | Figueres                                        |  |
| Jornada 5        | Macanás 13' (p.p.) · J. Ramírez 47' | Mundo Deportivo | 95' Recio   | Municipal de Vilatenim · Aitor Mensuro Miguel · |  |

| 2 octubre 2005 | UE Sant Andreu | 1 – 2           | UE Figueres                 | Barcelona                                          |  |
| Jornada 6      | Manel 49'      | Mundo Deportivo | 43' J. Ramírez · 84' Sergio | Municipal Narcís Sala · Eduardo Soriano Martínez · |  |

| 9 octubre 2005 | UE Figueres | 0 – 2           | FC Barcelona B       | Figueres                                              |  |
| Jornada 7      |             | Mundo Deportivo | 41' Verdú · 51' Peña | Municipal de Vilatenim · Luis Martín Ortín Salvador · |  |

| 16 octubre 2005 | Terrassa FC | 1 – 0           | UE Figueres | Terrassa                                            |  |
| Jornada 8       | Piti 55'    | Mundo Deportivo |             | Estadi Olímpic de Terrassa · Óscar Herrero Arenas · |  |

| 23 octubre 2005 | UE Figueres | 1 – 1           | Villajoyosa CF | Figueres                                       |  |
| Jornada 9       | Sergio 48'  | Mundo Deportivo | 87' Machado    | Municipal de Vilatenim · Sergio Cano Gázquez · |  |

| 30 octubre 2005 | Benidorm CF                                 | 5 – 0           | UE Figueres | Benidorm                                                   |  |
| Jornada 10      | Merino 18' 85' · Molina 23' 50' · Máyor 70' | Mundo Deportivo |             | Estadi Municipal de Foietes · Antonio Cerezuela Caravaca · |  |

| 6 novembre 2005 | UE Figueres               | 3 – 2           | CE L'Hospitalet         | Figueres                                            |  |
| Jornada 11      | Manolo 25' 88' · Tino 34' | Mundo Deportivo | 41' Uceda · 57' Postigo | Municipal de Vilatenim · Xavier Estrada Fernández · |  |

| 13 novembre 2005 | CE Alcoià | 0 – 0           | UE Figueres | Alcoi                                                  |  |
| Jornada 12       |           | Mundo Deportivo |             | Camp Municipal del Collao · Adolfo Martínez Martínez · |  |

| 20 novembre 2005 | UE Figueres | 1 – 1           | Alacant CF | Figueres                                        |  |
| Jornada 13       | Tino 75'    | Mundo Deportivo | 17' Prieto | Municipal de Vilatenim · Óscar Herrero Arenas · |  |

| 27 novembre 2005 | UD Logroñés | 0 – 2           | UE Figueres           | Logronyo                                      |  |
| Jornada 14       |             | Mundo Deportivo | 26' Rangel · 70' Mito | Estadi Las Gaunas · Javier Marquinez Blanco · |  |

| 4 desembre 2005 | UE Figueres          | 2 – 1           | CF Reus Deportiu | Figueres                                     |  |
| Jornada 15      | Mito 11' · Soria 85' | Mundo Deportivo | 42' Amate        | Municipal de Vilatenim · David Tomás Bauló · |  |

| 11 desembre 2005 | CE Sabadell FC | 1 – 2           | UE Figueres        | Sabadell                                |  |
| Jornada 16       | Iglesias 48'   | Mundo Deportivo | 22' 76' J. Ramírez | Nova Creu Alta · Aitor Mensuro Miguel · |  |

| 18 desembre 2005 | Real Zaragoza B | 1 – 1           | UE Figueres         | Saragossa                                                        |  |
| Jornada 17       | Yuste 63'       | Mundo Deportivo | 93' (p.) J. Ramírez | Ciudad Deportiva del Real Zaragoza · Javier Moratilla Dionisio · |  |

| 8 gener 2006 | UE Figueres | 0 – 1           | SD Huesca | Figueres                                             |  |
| Jornada 18   |             | Mundo Deportivo | 36' Asier | Municipal de Vilatenim · Juan Manuel Bernal Moreno · |  |

| 15 gener 2006 | UDA Gramenet                                          | 5 – 1           | UE Figueres | Santa Coloma de Gramenet                                                |  |
| Jornada 19    | Ollés 20' 72' · Lombardero 56' · Pintado 79' 83' (p.) | Mundo Deportivo | 85' Alcolea | Nou Camp Municipal de Santa Coloma · Francisco Javier Barberá Fuentes · |  |

| 22 gener 2006 | Llevant UE B | 2 – 0           | UE Figueres | Bunyol                                            |  |
| Jornada 20    | Yago 66' 73' | Mundo Deportivo |             | Ciutat Esportiva de Bunyol · Carlos López López · |  |

| 5 febrer 2006 | CD Azkoyen | 0 – 3           | UE Figueres                     | Peralta                                                            |  |
| Jornada 22    |            | Mundo Deportivo | 1' Ribalta · 82' 85' J. Ramírez | Estadi Nuestra Señora de Nieva · Víctor Manuel González González · |  |

| 12 febrer 2006 | UE Figueres                 | 2 – 2           | CD Alfaro                | Figueres                                    |  |
| Jornada 23     | Ó. Ramírez 75' · Torres 82' | Mundo Deportivo | 12' Asurmendi · 43' Sola | Municipal de Vilatenim · Luis López Muñoz · |  |

| 19 febrer 2006 | CF Badalona            | 2 – 1           | UE Figueres | Badalona                                    |  |
| Jornada 24     | Cámara 29' · Prats 45' | Mundo Deportivo | 62' Torres  | Camp del Centenari · Jorge González Mateu · |  |

| 26 febrer 2006 | UE Figueres | 1 – 1           | UE Sant Andreu | Figueres                                       |  |
| Jornada 25     | Alcolea 64' | Mundo Deportivo | 59' Quero      | Municipal de Vilatenim · David García Moreno · |  |

| 1 març 2006 | UE Figueres | 1 – 1           | CA Osasuna B | Figueres                                           |  |
| Jornada 21  | Rangel 20'  | Mundo Deportivo | 59' Rubiato  | Municipal de Vilatenim · Antonio García Castillo · |  |

| 5 març 2006 | FC Barcelona B            | 2 – 0           | UE Figueres | Barcelona                           |  |
| Jornada 26  | Riera 36' · Caldentey 87' | Mundo Deportivo |             | Miniestadi · David Giménez García · |  |

| 12 març 2006 | UE Figueres | 0 – 1           | Terrassa FC    | Figueres                                            |  |
| Jornada 27   |             | Mundo Deportivo | 54' San Julián | Municipal de Vilatenim · Ignacio Hermosilla Alaña · |  |

| 19 març 2006 | Villajoyosa CF          | 2 – 1           | UE Figueres | La Vila Joiosa                        |  |
| Jornada 28   | Chupe 14' · Machado 88' | Mundo Deportivo | 66' Torres  | Estadi Nou Pla · Jacob Yáñez Megías · |  |

| 26 març 2006 | UE Figueres | 1 – 2           | Benidorm CF            | Figueres                                            |  |
| Jornada 29   | Soria 91'   | Mundo Deportivo | 49' Molina · 71' Béjar | Municipal de Vilatenim · Juan Carlos Jaso Delgado · |  |

| 2 abril 2006 | CE L'Hospitalet        | 2 – 0           | UE Figueres | L'Hospitalet de Llobregat                                     |  |
| Jornada 30   | Postigo 27' · Áxel 72' | Mundo Deportivo |             | Estadi Municipal Futbol L’Hospitalet · Óscar Herrero Arenas · |  |

| 9 abril 2006 | UE Figueres                 | 2 – 1           | CE Alcoià | Figueres                                     |  |
| Jornada 31   | Álvaro 55' · J. Ramírez 94' | Mundo Deportivo | 92' Mesa  | Municipal de Vilatenim · Diego Ocón Arraiz · |  |

| 16 abril 2006 | Alacant CF | 0 – 2           | UE Figueres                  | Alacant                                         |  |
| Jornada 32    |            | Mundo Deportivo | 78' J. Ramírez · 84' Camacho | Estadi José Rico Pérez · Enrique Ortiz Blanco · |  |

| 22 abril 2006 | UE Figueres | 0 – 1           | UD Logroñés    | Figueres                                              |  |
| Jornada 33    |             | Mundo Deportivo | 86' Del Puente | Municipal de Vilatenim · Luis Martín Ortín Salvador · |  |

| 30 abril 2006 | CF Reus Deportiu | 1 – 1           | UE Figueres | Reus                                        |  |
| Jornada 34    | Masqué 77'       | Mundo Deportivo | 67' Mito    | Municipal de Reus · Miguel Corredor Pérez · |  |

| 6 maig 2006 | UE Figueres | 0 – 0           | CE Sabadell FC | Figueres                                           |  |
| Jornada 35  |             | Mundo Deportivo |                | Municipal de Vilatenim · Antonio García Castillo · |  |

| 14 maig 2006 | UE Figueres | 0 – 2           | Real Zaragoza B      | Figueres                                          |  |
| Jornada 36   |             | Mundo Deportivo | 4' Eneko · 76' Rojas | Municipal de Vilatenim · Miguel Iturrioz Rosell · |  |

| 21 maig 2006 | SD Huesca   | 1 – 0           | UE Figueres | Osca                                            |  |
| Jornada 37   | Negredo 51' | Mundo Deportivo |             | Estadi El Alcoraz · Juan Manuel Bernal Moreno · |  |

| 28 maig 2006 | UE Figueres | 0 – 1           | UDA Gramenet | Figueres                                            |  |
| Jornada 38   |             | Mundo Deportivo | 61' Tito     | Municipal de Vilatenim · José Antonio Peña Molina · |  |

## Classificació
| Pos. | Equip            | J  | G  | E  | P  | GF | GC | DG  | pts. |
| --- | ---------------- | -- | -- | -- | -- | -- | -- | --- | ---- |
| 1r | CF Badalona      | 38 | 20 | 7  | 11 | 52 | 45 | +7  | 67   |
| 2n | Llevant UE B     | 38 | 18 | 12 | 8  | 43 | 26 | +17 | 66   |
| 3r | Alacant CF       | 38 | 18 | 12 | 8  | 60 | 34 | +26 | 66   |
| 4t | UDA Gramenet     | 38 | 19 | 9  | 10 | 51 | 34 | +17 | 66   |
| 5è | CE Alcoià        | 38 | 18 | 10 | 10 | 43 | 29 | +14 | 64   |
| 6è | FC Barcelona B   | 38 | 19 | 6  | 13 | 60 | 41 | +19 | 63   |
| 7è | Benidorm CF      | 38 | 15 | 16 | 7  | 59 | 40 | +19 | 61   |
| 8è | Villajoyosa CF   | 38 | 16 | 10 | 12 | 49 | 50 | -1  | 58   |
| 9è | CA Osasuna B     | 38 | 14 | 15 | 9  | 44 | 39 | +5  | 57   |
| 10è | Terrassa FC      | 38 | 16 | 8  | 14 | 48 | 43 | +5  | 56   |
| 11è | UE Sant Andreu   | 38 | 15 | 10 | 13 | 47 | 40 | +7  | 55   |
| 12è | CE L'Hospitalet  | 38 | 13 | 9  | 16 | 56 | 50 | +6  | 48   |
| 13è | CD Alfaro        | 38 | 10 | 14 | 14 | 26 | 38 | -12 | 44   |
| 14è | UE Figueres      | 38 | 11 | 10 | 17 | 36 | 48 | -12 | 43   |
| 15è | UD Logroñés      | 38 | 10 | 12 | 16 | 24 | 39 | -15 | 42   |
| 16è | SD Huesca        | 38 | 10 | 12 | 16 | 30 | 43 | -13 | 42   |
| 17è | CF Reus Deportiu | 38 | 9  | 12 | 17 | 44 | 58 | -14 | 39   |
| 18è | CE Sabadell FC   | 38 | 8  | 13 | 17 | 39 | 54 | -15 | 37   |
| 19è | Real Zaragoza B  | 38 | 9  | 8  | 21 | 34 | 54 | -20 | 35   |
| 20è | CD Azkoyen       | 38 | 5  | 9  | 24 | 27 | 77 | -50 | 24   |
| En groc, els equips que disputaren la lligueta de promoció a Segona Divisió A, i en vermell, els que descendiren a Tercera Divisió. |                  |    |    |    |    |    |    |     |      |

## Estadístiques individuals
| Jugador                            | P. | T. | S. | M.   | G. | TG | TV |
| ---------------------------------- | -- | -- | -- | ---- | -- | -- | -- |
| Flavio Juan Frangella              | 32 | 32 | 0  | 2880 | 0  | 3  | 0  |
| Alberto Gallego Rodrigo            | 6  | 6  | 0  | 540  | 0  | 0  | 0  |
| Álvaro Martínez Aginaga            | 33 | 29 | 4  | 2568 | 1  | 10 | 1  |
| Francesc Ribalta Torres            | 29 | 25 | 4  | 1881 | 1  | 6  | 0  |
| Diego José Rangel Monge            | 35 | 34 | 1  | 2932 | 2  | 8  | 1  |
| José Carlos Soria Gil              | 29 | 29 | 0  | 2596 | 2  | 3  | 0  |
| Quique Beltrán Rodríguez           | 25 | 24 | 1  | 2141 | 0  | 2  | 0  |
| Óscar Ramírez Martín               | 22 | 17 | 5  | 1537 | 1  | 4  | 0  |
| Josep Arau Valerí                  | 14 | 10 | 4  | 950  | 0  | 9  | 1  |
| André Luiz Regatieri de Oliveira   | 9  | 4  | 5  | 395  | 0  | 0  | 0  |
| Alan Baró Calabuig                 | 3  | 1  | 2  | 100  | 0  | 0  | 0  |
| José Miguel Figueira Domínguez     | 35 | 34 | 1  | 3059 | 0  | 11 | 0  |
| Iray Barreto Pérez                 | 33 | 23 | 10 | 1948 | 0  | 11 | 0  |
| Sergio García Capitán              | 25 | 19 | 6  | 1451 | 2  | 9  | 0  |
| Sergio Alcolea Martínez            | 24 | 19 | 5  | 1703 | 2  | 8  | 1  |
| Tino González Mateo                | 15 | 14 | 1  | 1171 | 2  | 3  | 0  |
| Raúl Torres Abad                   | 17 | 11 | 6  | 1045 | 3  | 2  | 0  |
| Nacho del Moral Juez               | 17 | 9  | 8  | 876  | 0  | 1  | 0  |
| Jaume Duran Nierga                 | 3  | 0  | 3  | 45   | 0  | 0  | 0  |
| José Ramírez Martín                | 35 | 30 | 5  | 2840 | 13 | 10 | 0  |
| Miguel Ángel Bernal Domínguez Mito | 36 | 19 | 17 | 2080 | 3  | 1  | 0  |
| Manolo González Mateo              | 16 | 14 | 2  | 1246 | 2  | 4  | 0  |
| Roberto Camacho Naise              | 11 | 6  | 5  | 617  | 1  | 1  | 0  |
| Siscu Navas Raya                   | 8  | 6  | 2  | 466  | 0  | 1  | 0  |
| Óscar Javier González Pérez Palote | 9  | 3  | 6  | 387  | 0  | 3  | 0  |